# Минамисайтама
Минамисайтама (яп. 南埼玉郡 Минамисайтама-гун) — уезд в префектуре Сайтама, Япония.
По оценкам на 1 апреля 2017 года, население составляет 34 073 человека, площадь — 15,95 км², плотность — 2140 человек/км². В уезде находится посёлок Миясиро.
В 2010 году город Сёбу, а также города Курихаси и Васимия из уезда Китакацусика объединились с городом Куки.